# Anopheles darlingi
Anopheles darlingi (лат.) — вид двукрылых семейства кровососущих комаров рода малярийных комаров (Anopheles) подрода Nyssorhynchus.

## Этимология
Вид назван в честь эксперта по тропическим болезням Сэмюэла Тейлора Дарлинга (1872—1925).

## Описание
У самок первый стернит брюшка без белых чешуек. Задний край щитка с более чем 12-ю крупными, тёмными щетинками. У основания костальной жилки имеется большое тёмное пятно, оно примерно в четыре раза больше белого пятна на плечевой жилке. На третьей ветви костальной жилки расположены три тёмных пятна. Четвёртый членик лапок с белыми чешуйками.

## Биология
Личинки обитают в больших, глубоких и чистых водоемах — в озёрах, болотах или крупных реках. Благоприятными для развития являются температура 20-28 °C и pH 6,5-7,3. Численность вида зависит от годового цикла осадков, достигает пика в сезон дождей. В сухой период вид встречается только около водоёмов, в период повышения количества осадков обнаруживается вдали от рек. Сильные дожди также как и засуха неблагоприятно сказываются на численности вида поскольку создающиеся паводковые течения уносят неполовозрелые формы.
Этот вид является одним из важнейших переносчиков малярии в Южной Америке, особенно в бассейне реки Амазонки. С этим видом связывают более миллиона случаев малярии в год. Также экспериментально доказана способность Anopheles darlingi переносить филяриатозы (Wuchereria bancrofti). Самки начинают питаться кровью только после спаривания, предпочитают нападать на крупных млекопитающих и человека. Для созревания яиц обычно достаточно одного питания кровью. Большинство самок откладывают яйца до трёх раз в жизни и только около 0,4 % откладывают яйца четыре или более раз. От мест выплода комары могут разлетаться до 7,2 км, хотя 94-99 % из них не улетают дальше чем на 1 км.
На численность популяций влияет хозяйственная деятельность человека, прежде всего вырубка лесов. Было установлено, что на обезлесенных участках частота укусов Anopheles darlingi была более чем в 278 раз выше, чем на преимущественно лесных территориях. Так же возрастает численность комаров и заболеваемость малярией в местах добычи золота, что связано заброшенными карьерами, которые могут быть подходящими местами размножения и развития комаров.

## Генетика
Гаплоидный геном составляет около 201 миллиона пар оснований (Мб), что примерно на 30 % меньше генома Anopheles gambiae [278 Мб], в три-шесть раз меньше генома комаров Culex quinquefasciatus (579 Мб) и Aedes aegypti (1379 Мб), но больше генома Drosophila melanogaster (176 Мб). Гуаниновые и цитозиновые основания составляют 48,15 % генома. Белок-кодирующие участки составляют только 10,4 % генома. В митохондриальном геноме обнаружены 37 генов, включая 13 генов, кодирующих белки, два гена рибосомальной РНК (12S рРНК и 16S рРНК), 22 гена транспортной РНК и контрольный регион. Мобильные генетические элементы составляют 2,3 % генома.

## Распространение
Обитает в Южной и Центральной Америке от юга Мексики до севера Аргентины и от восточной части Анд до побережья Атлантического океана.